# Ramona (1814)
La polacra Ramona fue un navío que formó parte de la segunda escuadra de las Provincias Unidas del Río de la Plata, participando de la Campaña Naval de 1814.

## Historia
La Ramona era un mercante con matrícula de Buenos Aires. Al levantarse la escuadra patriota al mando de Guillermo Brown para desafiar el control naval realista con base en Montevideo la Ramona fue incorporada para ser destinada a tareas logísticas al mando del capitán Roberto Gibson. En febrero y marzo de 1814, mientras se alistaban los restantes buques que iniciarían operaciones en el combate de Martín García (1814), la Ramona recibió suministros de víveres y efectos navales de la Comandancia de Marina.
Aunque no existe documentación fehaciente se considera que fue agregada a la flota con el numeral 16.
Participó de la campaña sobre Montevideo como se desprende de las listas de pago de los "Socorros" a los marineros heridos o enfermos que participaron en la misma, en la cual figuran miembros de la tripulación de la Ramona, y de la inclusión de su comando militar entre los beneficiarios de las presas tomadas en esa plaza.
Dejó de revistar en la escuadra tras la caída de Montevideo en junio de 1814.